# Henry Coey Kane
Pour les articles homonymes, voir Kane.
Henry Coey Kane (3 décembre 1843 – 30 janvier 1917) est un amiral de la Royal Navy.

## Famille
Il est le second fils du chimiste irlandais Robert Kane et de Katherine Sophia Kane.

## Biographie
Kane entre dans la Royal Navy comme cadet en 1853 puis participe activement à la guerre anglo-égyptienne de 1882 et est ensuite promu capitaine. De 1883 à 1887, il est attaché naval.
En 1887, il est nommé commandant du nouveau croiseur HMS Calliope dans le Pacifique. Après un service en Chine et en Australie, il est envoyé dans l'archipel des Samoa pour surveiller la crise internationale grandissante dans la région. Dans le port étriqué d'Apia, abritant sept bateaux de guerre et dix vaisseaux marchands alors qu'il est apte à recevoir quatre navires, Kane s'illustre lors du passage du cyclone de 1889 en étant le seul des bateaux militaires présents à ne pas couler ou s'échouer. Son exploit fait le tour du Pacifique et à Sydney, Kane et son équipage sont reçus en héros.
Il quitte la HMS Calliope le 11 avril 1890 et le 1er juillet, il reçoit le commandement du HMS Inflexible dans l'escadre de Méditerranée. Il demande, pour des raisons de santé, à être relevé de ce poste le 11 avril 1891, mais dès le 29 décembre, il prend le commandement de la HMS Victoria.
Le capitaine Kane est fait compagnon de l'Ordre du Bain lors des cérémonies d’anniversaire de la reine Victoria en 1891 et est nommé commandant du HMS Duke of Wellington cette année-là.
Le 26 décembre 1897, Kane est nommé contre-amiral et se retire du service actif le 25 août 1899. Il est promu au rang de vice-amiral le 30 mai 1903 puis au rang d’amiral le 8 février 1907. Il profite une décennie de sa retraite, son décès est enregistré le 30 janvier 1917 à son domicile de Londres.